# Valborg Borchsenius
Valborg Bodil Emilie Borchsenius, født Jørgensen den 19. november 1872 i København, død 5. januar 1949, var en dansk balletdanser, kongelig solodanserinde og balletinstruktør. Hun var 1896-1908 gift med Johannes Guldbrandsen og fra 1908 med overregissør og skuespiller ved Det Kongelige Teater Kaare Borchsenius.
Valborg Borchsenius var født den 19. november 1872 til instrumentmager Jørgen Adolf Jørgensen (1822-1900) og Christiane Pouline Engelund (1835-90).
Hun blev optaget på Det Kongelige Teaters Balletskole i 1879. Hun medvirkede som balletbarn ved førsteopførelsen af Henrik Ibsens Et Dukkehjem med Betty Hennings i hovedrollen. I 1880'erne og 1890'erne var Borchsenius en af Den Kongelige Ballets mest benyttede danserinder. Hendes egentlige debut som solodanser kom i 1891 med partiet som Sylfiden. Hun blev i 1895 udnævnt til solodanserinde. I 1911 blev undervisningen af børnene kønsopdelt, så Borchsenius trænede pigerne, under ledelse af Hans Beck. Hun optrådte for sidste gang på scenen i 1918.
I 1918 modtog hun Ingenio et arti.
Hun fungerede som vejleder og rådgiver vedrørende Bournonvillestilens særlige kendetegn, bl.a for Elna Lassen. Igennem mange år optrådte hendes navn i programteksterne for iscenesættelser af Bournonvillerepertoiret. Under iscenesætterens navn stod anført "Med bistand fra Valborg Borchsenius". I mange år arbejdede Borchsenius med at nedskrive de vigtigste balletter i Det Kgl. Teaters repertoire. På Harald Landers opfordring, blev hendes skrivestilling gjort officielt. Hun udviklede et notationssystem for at skrive både trin og håndbevægelser til i alt 12 Bournonvilleballetter. De sirlige notesbøger med hendes nedskrivninger opbevares i dag på Det Kgl. Teaters arkiv og bibliotek.